# Astragalus constrictus
Astragalus constrictus là một loài thực vật có hoa trong họ Đậu. Loài này được Turrill miêu tả khoa học đầu tiên.